# Евреи на Гуаме
Евреи на Гуаме — одно из этнических меньшинств на острове. Количество евреев на Гуаме составляет около 150 человек.
Еврейские поселенцы появились на Гуаме в период испанской колонизации острова в XIX веке. После Испано-американской войны остров Гуам был захвачен США. В 1899 году первым губернатором острова был американский офицер еврейского происхождения Эдвард Д. Тауссиг. Во время своего короткого губернаторства Тауссиг предпринял ряд действий, в том числе создание местного правительства, состоящего из коренных жителей — чаморро.
В 1941 году остров был захвачен Японской империей. В 1944 году после трех лет оккупации американцы отбили остров и он стал базой для дальнейшего наступления США на Тихом океане. Среди американских войск на острове были и представители евреев. Наиболее активные из них создали Синайский клуб Гуама. В 1945 году 1500 военнослужащих США отпраздновали на Гуаме еврейский праздник Рош ха-Шана.
На острове была построена синагога, которая, однако, была разрушена во время тайфуна в 1962 году. Несмотря на это, члены еврейской общины продолжали собираться. В 1976 году христианская военная часовня была передана иудейской общине армией США.
В 2005 году представители еврейской общины были представлены в Гуамском межконфессиональном комитете. Остров посещают раввины из Нью-Йорка и помогают местной еврейской общине в развитии иудаизма и проведении религиозных обрядов.